# Vormága
Vormága (románul: Vărmaga) falu Romániában, Erdélyben, Hunyad megyében.

## Fekvése
Dévától 22 kilométerre északkeletre, az Erdélyi-érchegységben fekvő szórt település.

## Lakossága
- 1785-ben 446 lakosa volt. Abban az évben a vármegye összeírása 71 ortodox családfőt talált.[1]
- 1910-ben 1059 lakosából 1052 volt román anyanyelvű; 1026 ortodox és 26 görögkatolikus vallású.
- 2002-ben 383 lakosából 361 volt román, 15 cigány és hét magyar nemzetiségű; 338 ortodox, harminc pünkösdi és nyolc baptista vallású.

## Története
Nevét először 1492-ben említette oklevél, Weremaga alakban. 1505-ben a Kéméndi, Kéméndi Nagy és Pap és a Teremi Sikesd családok birtoka volt.

## Látnivalók
Délen a Vormágai- vagy Bán-patak erdős szurdoka köti össze Bánpatakkal. A patak érdekessége, hogy vízhozama egész éven át állandó. Tőle északra a Lidisoimea-csúcs emelkedik, amelynek oldalában követ is fejtenek. Északkeleten meredek út vezet föl Nagyágra. Keleti határában karsztos hegyvidék terül el, barlangokkal.

## Források

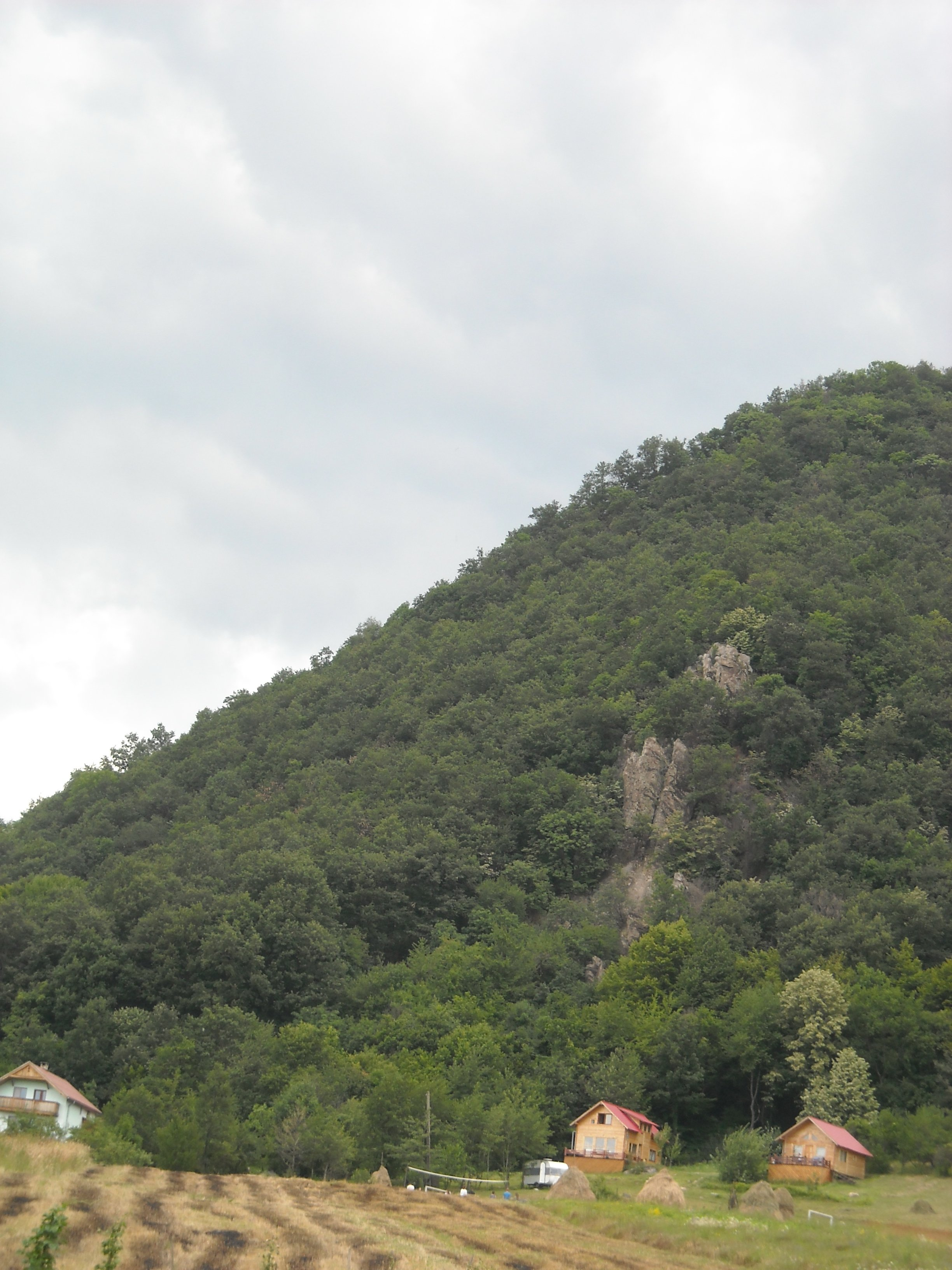
Nyaralók a Lidisoimea-csúcs tövében